# Državna cesta D231
D231 je državna cesta u Hrvatskoj. Cesta prolazi kroz Breganu te gradove Samobor i Svetu Nedelju. Početna točka je na graničnom prijelazu s Republikom Slovenijom - Bregana Naselje, a krajnja je čvor Sveta Nedelja na autocesti A3. Ukupna duljina iznosi 10,9 km. Do 2014. godine, cesta je bila razvrstana kao Županijska cesta Ž3289 od Bregane do Samobora i Ž3051 od Samobora do čvora Sveta Nedelja.
Cesta između Samobora i čvora Svete Nedelja je rekonstruirana 2008. godine.
Krajem 2019., čvor Sveta Nedelja je rekonstruiran i postojeće raskrižje regulirano semaforima je zamijenjeno kružnim tokom.